# 楊文度
楊文度（？－477年），仇池氐人，武都王楊僧嗣之從弟。
473年楊僧嗣在葭蘆（今甘肅武都縣東南）去世，楊文度自立為武興王，遣使降北魏，魏以文度為武興鎮將。
477年十月，楊文度遣其弟楊文弘攻陷北魏所佔的仇池；十一月魏將皮歡喜等領軍四萬人攻楊文弘，十二月楊文弘撤出建安。宋向武都王楊文度加授都督北秦、雍二州諸軍事。477年十二月，魏將皮歡喜攻陷葭蘆，斬楊文度。楊文弘奉表向魏謝罪，魏以文弘為南秦州刺史、武都王。
| 前任： 楊僧嗣 | 武兴首領 473年－477年 | 繼任： 楊文弘 |